# Galeus murinus
Galeus murinus es una especie de peces de la familia Scyliorhinidae en el orden de los Carcharhiniformes.

## Morfología
• Los machos pueden llegar alcanzar los 63 cm de longitud total.

## Hábitat
Es un pez de mar  que vive entre 475-1200 m de profundidad.

## Distribución geográfica
Se encuentra en Islandia e Islas Feroe.